# Wiman Joseon
Wiman Joseon (194 p.n.e. - 108 p.n.e.) było kontynuacją królestwa Gojoseon, założoną przez Wimana.
Wiman był uchodźcą z chińskiego państwa Yan. Zajął tron po królu Jun z dynastii Go-Jeseon. Stolicą uczynił Wanggeomseong (王險城), dzisiejszy Pjongjang. Mimo dużych wpływów kultury chińskiej za jego panowania, nowe państwo nie było kolonią chińską.
Państwo Wiman Joseon rozszerzyło kontrolę nad dużym obszarem i stało się ekonomiczną potęgą kontrolując handel pomiędzy chińską dynastią Han a odległymi regionami leżącymi na północnym zachodzie. Bojąc się szybko rosnącej potęgi królestwa i jego potencjalnego sojuszu z Xiongnu, cesarz Wu z dynastii Han zaatakował Wiman Joseon w 109 roku p.n.e. Po rocznej wojnie upadło Wanggeomseong a Wiman Joseon zostało zniszczone. Cesarz chiński ustanowił na zdobytych terenach cztery komanderie, z których najważniejszą było Lelang (kor. Nangnang).